# Смирнов, Василий Иванович (Герой Советского Союза)
Василий Иванович Смирнов (1914—1944) — майор Рабоче-крестьянской Красной Армии, участник Великой Отечественной войны, Герой Советского Союза (1944).

## Биография
Родился в 1914 году в селе Окунеево (ныне — Зырянский район Томской области). После окончания семи классов школы работал в статистике.
В 1937 году был призван на службу в Рабоче-крестьянскую Красную Армию. В 1939 году окончил Томское артиллерийское училище. Участвовал в боях советско-финской войны. С августа 1941 года — на фронтах Великой Отечественной войны.
К октябрю 1943 года капитан Василий Смирнов командовал дивизионом 805-го гаубичного артиллерийского полка 38-й армии 1-го Украинского фронта. Отличился во время битвы за Днепр. 5-12 октября 1943 года дивизион под командованием Василия Смирнова участвовал в боях за переправу через Днепр в районе сёл Старые Петровцы и Новые Петровцы Вышгородского района Киевской области Украинской ССР, уничтожив 1 батарею миномётов, 1 батарею артиллерии, 2 огневые точки, около 2 взвод немецких пехотинцев. 18 октября — 6 ноября 1943 года дивизион уничтожил 1 батарею, 1 танк, 5 батареи миномётов и артиллерии, 1 склад. В ходе дальнейшего наступления дивизион Смирнов в числе первых вошёл в Киев.
Указом Президиума Верховного Совета СССР «О присвоении звания Героя Советского Союза офицерскому и сержантскому составу артиллерии Красной Армии» от 9 февраля 1944 года за «образцовое выполнение боевых заданий командования на фронте борьбы с немецкими захватчиками и проявленные при этом отвагу и геройство» был удостоен высокого звания Героя Советского Союза с вручением ордена Ленина и медали «Золотая Звезда» за номером 3553.
В ходе последующего наступления 22 июля 1944 года получил тяжёлое ранение в живот под городом Золочев Львовской области Украинской ССР и скончался два дня спустя. Похоронен в Золочеве.
Был также награждён орденами Александра Невского и Отечественной войны 1-й степени, рядом медалей.
Память
В его честь названы улицы в Золочёве, Зырянском, селе Окунеево и Томске, а также школа в Томске.